# O Dame get up and bake your pies
O Dame get up and Bakes your Pies est un thème et variations pour piano seul du compositeur britannique Arnold Bax, écrite en 1945.

## Contexte
Dans les années 1940, Arnold Bax loue à l'année une chambre au-dessus du bar du White Horse à Storrington, dans le Sussex. Il bénéficie ains d'un cercle d'amis musiciens locaux célèbres, dont John Ireland et Cecil Gray. Parmi eux se trouvent Anna Instone et Julian Herbage, la première étant responsable des programmes de musique enregistrée à la BBC, le second étant le célèbre porte-parole du Sunday Morning Music Magazine, auquel le compositeur participe de temps à autre. Julian Herbage est également responsable de la planification des Proms. Datées du 10 décembre 1945 à Storrington, ces variations simples sur l'air de Noël O Dame Get Up and Bake Your Pies portent l'inscription suivante : « To Anna and Julian Herbage in acknowledgment of pies baked and enjoyed « on Christmas Day in the morning » 1945 » (« À Anna et Julian Herbage en remerciement des tartes cuites et dégustées le jour de Noël 1945 »). Elles ont été interprétées par Harriet Cohen à la BBC le 23 décembre 1945.

## Discographie
- Piano Works, Vol. 2, Ashley Wass (piano), Naxos, 8.557592, mai 2005.